# Hampsonodes oryx
Hampsonodes oryx är en fjärilsart som beskrevs av Felder 1874. Hampsonodes oryx ingår i släktet Hampsonodes och familjen nattflyn. Inga underarter finns listade i Catalogue of Life.